# Reckitt
Reckitt Benckiser Group plc, послује као Reckitt, британско је предузеће са седиштем у Слауу. Произвођач је производа за здравље, хигијену и исхрану. Основан је у марту 1999. године спајањем британског предузећа Reckitt & Colman plc и холандског предузећа Benckiser N.V..